# 村田治
村田 治（むらた おさむ、1955年5月24日 - ）は、日本の経済学者。専門はマクロ経済学、景気循環論。あしなが育英会会長、関西学院大学経済学部教授。2014年4月から、同大学学長兼学校法人関西学院副理事長。大学基準協会副会長、日本私立大学連盟副会長、文部科学省中央教育審議会委員等も歴任。

## 来歴
1955年5月24日、東京都生まれ。大阪府立生野高等学校26期生。関西学院大学を卒業し、1985年より同大学で助手・専任講師・助教授を務めたのち、1996年に教授就任。教務部長（2000年4月 - 2008年3月）、経済学部長（2009年4月 - 2012年3月）、高等教育推進センター長（2012年4月 - 2014年3月）を歴任。2013年10月の関西学院大学学長選挙で学長に選出され、2014年4月に就任した。2016年再選。2019年3選。
財政学に関する研究により学位・博士（経済学）を取得。著書『公債と財政赤字のマクロ理論』に対し、経済学者の村田安雄は「財政赤字と公債発行のマクロ経済への関連性を、多方面から厳密な理論展開を伴って探求している点で、他に類を見ない優れた著作」と評している。
あしなが育英会の会長（2025年 - ）やチャンス・フォー・チルドレンのアドバイザー（2014年 - ）も務める。

## 略歴
- 1980年3月 - 関西学院大学経済学部 卒業[10]
- 1982年3月 - 関西学院大学大学院経済学研究科博士課程前期課程 修了[10]
- 1985年3月 - 関西学院大学大学院経済学研究科博士課程後期 単位取得退学[10]
- 1985年4月 - 関西学院大学経済学部 助手
- 1986年4月 - 関西学院大学 専任講師
- 1989年4月 - 関西学院大学 助教授
- 1996年4月 - 関西学院大学 教授[10]
- 1998年1月 - 博士（経済学）[10]
- 2002年4月 - 関西学院大学 教務部長[10]
- 2005年4月 - あしなが育英会 副会長[10]
- 2009年4月 - 関西学院大学 経済学部長[10]
- 2012年4月 - 関西学院大学 高等教育推進センター長[10]
- 2014年4月 - 関西学院大学 学長、学校法人関西学院 副理事長[10]
- 2016年6月 - 一般社団法人日本私立大学連盟 副会長[10]
- 2017年4月 - 文部科学省中央教育審議会 委員[10]
- 2019年5月 - 一般社団法人大学コンソーシアムひょうご神戸 理事長[10]
- 2019年7月 - 公益財団法人大学基準協会 副会長[10]
- 2025年7月 - あしなが育英会 会長[11]

## 著書
- 村田治『公債と財政赤字のマクロ理論』有斐閣、1996年。ISBN 978-4641067868。
- 村田治『現代日本の景気循環』日本評論社、2012年。ISBN 978-4535557109。